# Gold Beach (Oregon)
Gold Beach ist eine Stadt im US-Bundesstaat Oregon und der Verwaltungssitz (County Seat) des Curry County. Das U.S. Census Bureau hat bei der Volkszählung 2020 eine Einwohnerzahl von 2.341 ermittelt.

## Geschichte
Die Gemeinde wurde in den 1850er Jahren ursprünglich Ellensburg genannt, nahm aber später den Namen Gold Beach an, nach einem Strand in der Nähe der Mündung des Rogue River, an dem Hunderte von Seifenminen Gold abbauten. 1853 wurde ein Postamt in Ellensburgh eingerichtet, das 1877 in Ellensburg umbenannt und 1890 in Gold Beach umbenannt wurde.

## Demografie
Nach der Schätzung von 2019 leben in Gold Beach 2304 Menschen. Die Bevölkerung teilte sich auf in 84,2 % Weiße, 1,5 % amerikanische Ureinwohner, 0,2 % Asiaten und 5,3 % mit zwei oder mehr Ethnizitäten. Hispanics oder Latinos aller Ethnien machten 8,5 % der Bevölkerung von Gold Beach aus.
| Jahr | Einwohner¹ |
| ---- | ---------- |
| 1950 | 677        |
| 1960 | 1765       |
| 1970 | 1554       |
| 1980 | 1515       |
| 1990 | 1546       |
| 2000 | 1897       |
| 2010 | 2253       |
| 2020 | 2341       |

¹ 1990 – 2020: Volkszählungsergebnisse

## Persönlichkeiten
- Bridgette Wilson (* 1973), Schauspielerin